# ジェフリー・ゴールドストーン
ジェフリー・ゴールドストーン（Jeffrey Goldstone、1933年9月3日 - ）はイギリスの理論物理学者。MITの理論物理学センターの名誉物理学教授である。
1977年までケンブリッジ大学に在籍していた。南部・ゴールドストーン粒子を発見したことで有名。現在は量子コンピュータの研究をしている。

## 経歴
Manchester Grammar Schoolとトリニティ・カレッジで教育を受けた（B.A. 1954年、Ph.D. 1958年）。ハンス・ベーテの指導の下、核物質の理論を研究し、現在ゴールドストーン・ダイアグラムと呼ばれている非相対論的な多体フェルミオン系のためのファインマン・ダイアグラムの修正版を考案した。
1956年から1960年までケンブリッジのトリニティ・カレッジのリサーチフェローであり、コペンハーゲン大学、CERN、ハーバード大学で客員研究員を務めた。この間に研究の焦点を素粒子物理学に移し、自発的対称性の破れを持つ相対論的場の理論の性質を研究した。アブドゥッサラームとスティーヴン・ワインバーグとともに、その理論ではゼロ質量の粒子（南部・ゴールドストーン粒子）が存在しなければならないことを証明した。
1962年から1976年まで、ケンブリッジ大学で教員を務めた。1970年初頭、Peter Goddard、Claudio Rebbi 、Charles Thornとともに相対論的弦の光円錐量子化理論を研究した。1977年にMITの物理学教授としてアメリカに移り、そこで1983年からCecil and Ida Green物理学教授、1983年から1989年までMITの理論物理学センターの所長を務めた。
Roman Jackiwとフランク・ウィルチェックと行った場の量子論におけるソリトンの研究と、Edward FarhiとSamuel Gutmannと行った量子論的大数の強法則を発表している。1997年よりFarhi、Gutmann、Michael Sipser、Andrew Childsとともに量子計算アルゴリズムの研究を続けている。

## 受賞等
- 王立協会フェロー（1977年に選出）
- アメリカ芸術科学アカデミーフェロー（1977年）
- アメリカ物理学会フェロー（1987年）
- ICTPのディラック・メダル（1991年）
- トリニティ・カレッジ名誉フェロー（2000年）
- ハイネマン賞数理物理学部門（1981年）"For his contribution to nuclear physics, condensed matter physics and to quantum field theory, in establishing the first rigorous diagrammatic technique for the many-body problem and in proving a fundamental theorem on spontaneously broken global symmetry."[3]
- 英国物理学会のGuthrie Medal（ロンドン、1983年）
- 理論物理学国際センターのディラックメダル（トリエステ）